# Educação para o Trânsito
Educação para o Trânsito foi uma série de televisão educativa brasileira produzida pela Fundação Roberto Marinho em parceria com o governo do estado de Pernambuco, lançada em 1994 (que foi o Ano Nacional de Educação no Trânsito, no Brasil) e pertencente a um projeto da fundação chamado Tele-Escola. O objetivo da série era conscientizar o público sobre seu comportamento e atitudes no trânsito.
A série era composta por seis programas, e apresentada pelos atores Vivianne Pasmanter e Guilherme Leme, que encenavam esquetes sobre os problemas mais comuns do trânsito brasileiro. Também contou com participação especial de Caetano Veloso e também mostrava dicas, conselhos e depoimentos.A trilha sonora original da série foi criada pelo compositor Eduardo Camenietzki
Foi veiculada na Rede Globo, na TVE e na TV Escola.

## Lista de Episódios[1]
- Por quê trânsito? (introdutório)
- Os sujeitos no trânsito
- Velocidade e risco
- Sinalização
- Perigos na via
- As defesas no trânsito